# Pisgah (Iowa)
Pisgah – miasto w Stanach Zjednoczonych, w stanie Iowa, w hrabstwie Harrison. Zgodnie ze spisem statystycznym z 2000 roku, miasto liczyło 316 mieszkańców.